# Raspinell americà
El raspinell americà (Certhia americana) és un ocell de la família dels cèrtids (Certhiidae).

## Hàbitat i distribució
Habita els boscos i encara els parcs de les ciutats de Nord-amèrica, des del sud d'Alaska, a través del sud del Canadà fins a Terranova, i cap al sud, pels Estats Units i Mèxic fins al nord de Nicaragua.